# Psycho-Pass
Psycho-Pass (サイコパス Saiko Pasu, Latinh hóa PSYCHO-PASS tại Nhật Bản) là sê-ri anime truyền hình Nhật Bản được sản xuất bởi Studio Production I.G, được đạo diễn bởi  Naoyoshi Shiotani & Katsuyuki Motohiro, và viết kịch bản bởi Gen Urobuchi. Bộ phim anime được phát sóng trên chương trình Noitamina của đài truyền hình Fuji Television Network từ giữa 10/2012 và 03/2013. Cốt truyện lấy địa điểm ở một phản-không tưởng tương lai những người độc đoán, nơi mà các sensors (cảm biến) công cộng khắp mọi nơi liên tục quyét chỉ số Psycho-Pass của bất kỳ công dân trong một khoảng cách. Những sensors (cảm biến) đo trạng thái tinh thần, nhân cách, và những xác suất khi công dân có thể sẽ chuyển giao thành tội ác (tội phạm tiềm ẩn), những nhà chức trách cảnh báo khi một ai đó vượt quá ngưỡng quy tắc đã công nhận. Để thi hành lệnh, những sĩ quan Public Safety Bureau (Cục An Ninh Dân Sự) đem theo những vũ khí trao tay được gọi là khẩu Dominator. Cốt truyện đi theo Akane Tsunemori, Shinya Kogami, và những thành viên khác trong một đơn vị  Unit One thuộc Phòng Điều tra Hình Sự của Public Safety Bureau (Cục An Ninh), và những tội ác mà họ điều tra sử dụng khẩu Dominator.
Psycho-Pass được hình thành từ sự quan tâm của Production I.G trong cách làm một người kế nghiệp những thành tựu của Oshii Mamoru. Bộ phim được lấy cảm hứng từ những phim live-action. Đạo diễn chính Katsuyuki Motohiro cố gắng thăm dò chủ đề tâm lý học trong tầng lớp trẻ tuổi trong xã hội dùng cốt truyện đen tối. Những thói quen cá nhân được sử dụng để tập trung vào cái phản-không tưởng với tuyến nhân vật sống bên trong.
Phim được cấp phép cho Funimation tại Bắc Mỹ. Một mùa anime thứ hai đã được bắt đầu vào tháng 10 năm 2014, với một phim anime phát hành vào tháng 1 năm 2015. Một manga chuyển thể đã được tuần tự trên tạp chí Jump Square của Shueisha và một số novel, bao gồm một chuyển thể và các tiền truyện với cốt truyện gốc đã được công bố. Một chương đoạn chuyển thể video game được gọi là Chimi Chara Psycho-Pass được phát triển bởi các nhân sự của Nitroplus trong sự cộng tác với Production I.G. Những novel mới và manga khác đăng từng số vào năm 2014.

## Bối cảnh

### Thiết lập
Psycho-Pass được lên kế hoạch vào năm 2013. Hệ thống Sibyl (シビュラシステム Shibyura Shisutemu?) có hiệu lực đo lường những trạng thái tâm lý của người dân, nhân cách, và những xác suất của cá nhân có thể sẽ chuyển giao thành tội ác (tội phạm tiềm ẩn), sử dụng một "cymatic scan" (quyét sóng âm thanh - khoa học nghiên cứu âm thanh và sự rung động của nó) của bộ não. Những mức đánh giá kết quả được gọi là một Psycho-Pass (サイコパス Saikopasu?) hay hệ số tinh thần. Khi xác suất của một cá nhân trong mức chỉ số tội phạm chừng mực bởi Hệ Số Tội Phạm (Crime Coefficient, 犯罪係数 Hanzaikeisū?) biểu thị trội hơn một cấp độ cho phép trong một cá nhân, "thi hành viên" (Enforcer) hoặc "giám sát viên" (Inspector) sẽ truy kích, bắt giữ, và giết nếu cần thiết.

### Cốt truyện
Cốt truyện tập trung phần lớn vào Akane Tsunemori, một "giám sát viên" mới của Unit One - một đơn vị sĩ quan từ Phòng Điều Tra Hình Sự (Criminal Investigation Division) của Cục An Ninh Dân Sự (Public Safety Bureau). Tsunemori truy tìm những kẻ phạm tội bên cạnh đội đặc biệt của cái gọi là những Tội Phạm Tiềm Ẩn (latent criminal) mang tên "Thi Hành Viên" (Enforcer). Những Giám Sát Viên và những Thi Hành Viên sử dụng những khẩu súng cầm tay lớn gọi là "Dominator" - những vũ khí đặc biệt được thiết kế chỉ để bắn những người có sự cao-hơn-mức chấp nhận Hệ Số Tội Phạm Tiềm Ẩn (Crime Coefficient). Akane đã xấu hổ việc Thi Hành Viên Shinya Kogami bị trúng đạn trong khi cô trải qua nhiệm vụ đầu tiên để bảo vệ một Tội Phạm Tiềm Ẩn. Shinya Kogami cảm ơn cô đã ngăn cản anh trở thành một kẻ giết người, cái thuyết phục Akane ở lại. Cô được kèm cặp bởi cựu thanh tra Nobuchika Ginoza, một người đàn ông nghiêm nghị - người đánh giá thấp các Thi Hành Viên. Tomomi Masaoka, một người đàn ông trung tuổi, người từng là thám tử. Shusei Kagari, một chàng trai trẻ tuổi thảnh thơi, đã là một tội phạm tiềm ẩn từ khi còn là một đứa trẻ. Và Yayoi Kunizuka, trước là một nhạc sĩ đã bị đảo ngược thành Tội Phạm Tiềm Ẩn sau khi bị chấn động ảnh hưởng từ một kẻ khủng bố. Trong lúc điều tra nghiên cứu đầu tiên của Akane, nhóm được biết về sự tồn tại của Shogo Makishima, một người có trí tuệ - kẻ chịu trách nhiệm cho nhiều tội ác. Hiện tại không thể xác định dấu hiệu phạm tội (Criminally Asymptomatic, 免罪体質 Menzai Taishitsu?), tâm lý tội phạm của Makishima luôn ở một Hệ Số Tội Phạm thấp (Crime Coefficient), làm anh ta an toàn khỏi Hệ thống Sibyl System và các khẩu Dominator.
Những Giám Sát Viên và những Thi Hành Viên bắt đầu truy tìm Makishima, một kẻ đang cố gắng phá bỏ xã hội tạo bởi Hệ thống Sibyl System. Để làm được điều này, anh ta gây ra cuộc náo loạn ở một thành phố để kéo cảnh sát chạy xa khỏi tòa tháp của Bộ Sứ Khỏe và Hạnh Phúc một cách tài tình khéo léo, nơi Sibyl System được đặt. Akane và Kogami ngăn chặn ảnh hưởng tác động của Makishima trong khi Thi Hành Viên Shūsei Kagari lần dấu một người trong đồng minh của Makishima đến tòa tháp - nơi người đứng đầu Cục An Ninh Joshu Kasei giết chết đồng minh của Makishima và Kagari để giữ hình thái thật của Sibyl như một bí mật. Kasei nói với Makishima rằng Sibyl là một hivemind (tập hợp lý trí) của những cá thể không có dấu hiệu tội phạm tương tự và mong muốn anh tham gia Hệ thống Sibyl nhưng Makishima trốn thoát. Hiểu rõ sự thật đằng sau việc trốn thoát của Makishima, Kogami rời nhóm để giết anh ta. Akane sau đó trực tiếp được tiếp xúc với Sibyl system, nơi ra lệnh cô truy bắt sống Makishima. Cô đồng ý thực hiện dựa trên một điều kiện rằng họ phải rút lại lệnh hành hình với Kogami. Kiến thức hiểu biết mà Makishima đã lên kế hoạch giao thác cuộc khủng bố sinh học để làm suy yếu nền kinh tế Nhật Bản và làm cho Hệ thống Sibyl System bị hạ thấp dần, Phòng điều tra nghiên cứu kẻ phạm tội tìm kiếm cả hai Makishima và Kogami. Tại địa điểm đó, Makishima thử giết chết Ginoza nhưng Masaoka đã cứu cuộc sống của anh (con trai) để cứu vớt mình. Mặc những cố gắng của Akane, Kogami giết chết Makishima và bạn đồng chí xưa của ngày trước không bao giờ nhìn thấy anh ấy lại lần nữa.
Trong mùa anime thứ hai, Akane bây giờ là trưởng nhóm của một Unit One khôi phục lại, bao gồm một Giám Sát Viên mới Mika Shimotsuki. Ginoza, người bị giáng cấp thành Thi Hành Viên. Yayoi và hai Thi Hành Viên Sakuya Togane cùng Sho Hinakawa. Gương mặt đe dọa trong hình thể mới đến từ Kirito Kamui, một tội phạm có trí tuệ, người khá giống Shogo có ý định phá hỏng Sybil System bằng cách khai thác, thay vào những thiếu sót của nó sự tàn phá. Sự lành nghề trong việc tránh xa tất cả các hình thể dò ra và có khả năng giúp đỡ những người ủng hộ anh để giữ Hệ Số Tội Phạm của họ thấp, chỉ một vài tin rằng anh thực sự tồn tại,bao gồm cả Akane.

## Sản xuất
Bộ phim được chỉ đạo bởi Naoyoshi Shiotani, viết kịch bản bởi Gen Urobuchi, và mô tả thiết kế nhân vật bởi Akira Amano. Nó xuất sắc khi Kana Hanazawa vào vai Akane Tsunemori, Tomokazu Seki vào vai Shinya Kogami và Takahiro Sakurai vai Shogo Makishima. Nguyên gốc Psycho-Pass từ sự quan tâm của Production I.G trong cách làm một người kế nghiệp những thành tựu Ghost in the Shell và Patlabor của Oshii Mamoru, công ty đã thuê Katsuyuki Motohiro - người phù hợp đạo diễn chỉ đạo series - và người kỳ cựu I.G họa sĩ hoạt họa Naoyoshi Shiotani giám sát hướng dẫn.
Motohiro được yêu cầu trở lại để làm anime sau một gián đoạn dài nhưng ông ấy cần một người viết kịch bản thuyết phục, lôi cuốn. Motohiro và dàn nhân sự của ông ngạc nhiên với đóng góp của Urobuchi Gen về series anime Puella Magi Madoka Magica. Motohiro bị thôi miên bởi Madoka Magica, ông đọc các sản phẩm khác từ Urobuchi, cái đã thuyết phục ông nói chuyện với Urobuchi. Đầu mùa năm 2011, Motohiro đề nghị Urobuchi rằng cộng tác để làm việc cùng nhau. Ban đầu của việc làm bộ phim anime, Motohiro nói với Naoyoshi Shiotani không muốn làm bất cứ điều gì không thể vào một live-action.
Trước khi công việc trên Psycho-Pass đã bắt đầu, Shiotani đang bận rộn với phim Blood-C: The Last Dark. Ngay khi công việc của ông với bộ phim kết thúc, Shiotani được tập trung vào chất lượng series Psycho-Pass. Sau tập 16, điều đó chứng minh thử thách lớn nhất và phổ biến nhất của Series, đội ngũ thành lập "out of stamina" (ngoài sức chịu đựng) của chính họ. Hai tập tiếp theo được làm bởi một đội bên ngoài, được phản ánh trong những vấn đề với animation. Trong phản ứng lại điều đó, người sản xuất của những tập đó nói rằng trong khi ông đã chờ đợi nhiều vấn đề, ông đã làm nó tốt nhất mà ông có thể. Shiotani cũng đã xin lỗi về chất lượng của tập phim. Đội ngũ ban đầu đã tiếp tục làm từ tập 19 đến khi kết thúc. Họ đã quyết định làm lại tập 17 và tập 18 cho việc bán phát hành của họ.
Bộ phim được công bố lần đầu muộn vào tháng 3/2012 bởi Fuji TV tại hội nghị thúc ép Noitamina của nó. Tháng 3/2013, Shiotani đã phát biểu ở đó có thể có một mùa anime thứ hai nếu bộ phim đón nhận rộng rãi đủ để ủng hộ. Một phát triển của mùa anime thứ hai đã bắt đầu, Shiotani nói những tập mới nhiều khó khăn hơn để làm tốt những thứ trong mùa anime đầu tiên. Ông nói " nó sẽ có nhiều thứ hơn tính cứng rắn của phim" bởi vì đội ngũ có tính kiên định vững vàng. Đối với mùa thứ hai Tow Ubukata thay thế Urobuchi người viết chính. Ubukata đề cập việc ông có xu hướng ý tưởng mở rộng cách xây dựng hình thức của phần tiếp theo. Như một kết quả đưa ra kịch bản của bộ phim anime truyền hình và phim, Ubukata đã phải viết tính cách của các nhân vật. Mặc dù thời gian để sản xuất ngắn ngủi, ông vẫn có thời gian để thảo luận với đội ngũ nhân sự series mùa đầu tiên. Shiotani hỗ trợ đội nhóm cho tập cuối, điều Ubukata hài lòng.
Thiết kế
Sau khi nghe bình luận từ phía Atsuko Ishizuka, đạo diễn của phim The Pet Girl of Sakurasou, xung quanh phương diện tuyến nhân vật được thiết kế lần đầu. Shiotani hiểu rõ khi nó đối diện với đội nhóm của ông.

## Nhân vật
Shinya Kōgami (狡噛 慎也 Kōgami Shinya)
Lồng tiếng bởi: Tomokazu Seki
Akane Tsunemori (常守 朱 Tsunemori Akane)
Lồng tiếng bởi: Kana Hanazawa
Nobuchika Ginoza (宜野座 伸元 Ginoza Nobuchika)
Lồng tiếng bởi: Kenji Nojima
Tomomi Masaoka (征陸 智己 Masaoka Tomomi)
Lồng tiếng bởi: Kinryū Arimoto
Shūsei Kagari (縢 秀星 Kagari Shūsei)
Lồng tiếng bởi: Akira Ishida
Yayoi Kunizuka (六合塚 弥生 Kunizuka Yayoi)
Lồng tiếng bởi: Shizuka Itō
Shion Karanomori (唐之杜 志恩 Karanomori Shion)
Lồng tiếng bởi: Miyuki Sawashiro
Shōgo Makishima (槙島 聖護 Makishima Shōgo)
Lồng tiếng bởi: Takahiro Sakurai

## Truyền thông

### Anime
Bản anime chuyển thể của Psycho-Pass được thực hiện bởi xưởng phim Production I.G. sau đó phát sóng trên Noitamina của kênh Fuji TV từ 12 tháng 10 năm 2012 đến 22 tháng 3 năm 2013. Toho cũng bắt đầu phát hành bản đĩa DVD và Blu-ray từ 21 tháng 12 năm 2012. Funimation mua bản quyền và công chiếu bản tiếng Anh trực tuyến trên trang web của hãng  Tại Vương Quốc Anh, anime được Manga Entertainment cấp phép và phát hành tại Úc bởi Madman Entertainment.
Vào ngày 6 tháng 7 năm 2013, giám đốc xưởng Production I.G. Là Ishikawa Mitsuhisa xác nhận tại Anime Expo mùa hai của anime hiện nằm trong quá tình sản xuất. Sau khi hoàn thành, mùa hai được phát sóng với tên Psycho-Pass 2 vào tháng 10 năm 2014, kèm theo đó là một bản phim dài chuyển thể công chiếu vào đầu 2015. Tập bốn của mùa hai bị hoãn lại do có cảnh giống với một vụ giết người ngoài đời tại Nhật Bản xảy ra cùng thời điểm. Đạo diễn Shiotani Naoyoshi bày tỏ lời xin lỗi trên Twitter của ông, tuy nhiên Funimation lại phát sóng tập bị hoãn này. Mùa hai cũng được đóng gói thành một hộp đĩa Blu-ray vào tháng 10 năm 2014.
Mùa ba phát sóng trên Noitamina của Fuji TV từ ngày 24 tháng 10 năm 2019 đến 12 tháng 12 cùng năm, Amazon phát trực tuyến mùa này cả trong và ngoài Nhật Bản trên dịch vụ Prime Video của công ty. Đội ngũ cũ của hai mùa trước trở lại sản xuất.
Vào 12 tháng 6 năm 2015, Bộ Văn hóa của Trung Quốc từ chối nhập Psycho-Pass cùng 38 tựa anime và manga vào nước, Bộ đánh giá anime "chứa các cảnh bạo lực, khiêu dâm, khủng bố và tội ác chống đạo đức có thể kích thích trẻ vị thành niên thực hiện các hành vi này".

### Phim
Vào tháng 9 năm 2013, trang mạng chính thức của Noitamina cho biết mùa hai và một phim dài chiếu rạp Psycho-Pass: The Movie sắp được công chiếu. Phim được đặt giới hạn độ tuổi 15+ do chứa cảnh bạo lực mạnh và những màn tra tấn cơ thể. Khởi chiếu từ 9 tháng 1 măm 2015, do Shiotani Naoyoshi đạo diễn và Urobuchi cùng Fukami soạn kịch bản. Đầu năm 2016, Funimation phát hành bản lồng tiếng Anh của ohim và khởi chiếu tại 600 rạp ở Hoa Kỳ và Canada. Bài hát chủ đề thực hiện bởi Ling Tosite Sigure.
Vào tháng 3 năm 2018, trong một livestream của Fuji TV thông báo bản chiếu rạp thứ hai gồm ba phần phim tên Psycho-Pass: Sinners of the System. Phần đầu tiên tên Case.1 Tsumi to Bachi (Case.1 罪と罰), khởi chiếu lần lượt vào năm 2019 là ngày 25 tháng 1, phần thứ hai Case.2 First Guardian vào 15 tháng 2 và phần thứ ba Case.3 Onshū no Kanata ni vào 3 tháng 8. Shiotani Naoyoshi và Kanno Yugo trở lại với vai trò đạo diện và nhà soạn nhạc. Yoshigami Ryō viết phần kịch bản cùng Fukami. Production I.G sản xuất và Toho phân phối.
Sau mùa thứ ba, Psycho-Pass nhận thêm bản phim dài chiếu rạp tên Psycho-Pass 3: First Inspector, được sản xuất bởi đội ngũ cũ và công chiếu vào 27 tháng 3 năm 2020.

### Manga
Bản manga của phim do họa sĩ Miyoshi Hikaruk minh họa tên Inspector Akane Tsunemori (監視官 常守朱 Kanshikan Tsunemori Akane), đăng tuần tự trên tạp chí Jump Square của nhà xuất bản Shueisha từ ngày 2 tháng 11 năm 2012. Tập tankōbon đầu tiên chính thức phát hành vào tháng 2 năm 2013. Vào tháng 11 năm 2013, tính lúc này bộ truyện có đến ba tập truyện và bán được tổng cộng 380.00 bản tại Nhật Bản, con số này tăng lên một triệu vào cuối năm 2014.
| # | Ngày phát hành   | ISBN              |
| - | ---------------- | ----------------- |
| 1 | 4 tháng 2, 2013  | 978-4-08-870623-8 |
| 2 | 4 tháng 6, 2013  | 978-4-08-870765-5 |
| 3 | 1 tháng 11, 2013 | 978-4-08-870826-3 |
| 4 | 4 tháng 4, 2014  | 978-4-08-880118-6 |
| 5 | 4 tháng 8, 2014  | 978-4-08-880162-9 |
| 6 | 5 tháng 1, 2015  | 978-4-08-880284-8 |

Một manga khác tên Psycho-Pass: Inspector Shinya Kogami (監視官 狡噛 慎也 Kanshikan Kōgami Shinya) minh họa bởi Sai Natsuo và do Gotou Midori sàn tác, bắt đầu xuất bản trên tạp chí Monthly Comic Blade của Mag Garden kể từ 30 tháng 6 năm 2014. Dark Horse Comics mua bản quyền và phát bản tiếng Anh của bộ truyện này vào tháng 11 năm 2016.
| # | Phát hành ja     | Phát hành ja | Phát hành Tiếng Anh | Phát hành Tiếng Anh                                                            |
| # | Ngày phát hành   | ISBN | Ngày phát hành      | ISBN                                                                           |
| - | ---------------- | --- | ------------------- | ------------------------------------------------------------------------------ |
| 1 | —                | [[Đặc_biệt:Nguồn_sách/9784-800-006-011\|9784-800-006-011]] calling template requires template_name parameter                               | 9 tháng 11, 2016    | 978-1-50670-120-2                                                              |
| 2 | —                | [[Đặc_biệt:Nguồn_sách/9784-800-004-369\|9784-800-004-369]] calling template requires template_name parameter                               | 24 tháng 5, 2017    | 9781-506-703-701                                                               |
| 3 | —                | [[Đặc_biệt:Nguồn_sách/978-ngày 4 tháng 8 năm 870826-3\|978-ngày 4 tháng 8 năm 870826-3]] calling template requires template_name parameter | 13 tháng 9, 2017    | 978-1-50670-535-4                                                              |
| 4 | —                | [[Đặc_biệt:Nguồn_sách/9784-800-006-011\|9784-800-006-011]] calling template requires template_name parameter                               | 7 tháng 3, 2018     | 978-1-50670-536-1                                                              |
| 5 | 10 tháng 7, 2017 | 9784-800-007-001 | —                   | [[Đặc_biệt:Nguồn_sách/ \| ]] calling template requires template_name parameter |
| 6 | 10 tháng 1, 2018 | 9784-800-007-407 | —                   | [[Đặc_biệt:Nguồn_sách/ \| ]] calling template requires template_name parameter |

### Light novel
Một phiên bản tiểu thuyết do Fukami Makoto chấp bút được Mag Garden phát hành thành hai tập trong ngày 4 tháng 2 và 4 tháng 4, 2013. Một tiểu tuyết tiền truyện tiếp theo có tên Namae no Nai Kaibutsu (名前のない怪物) viết bởi Takaba Aya, trước khi tiểu thuyết này được phát hành in ấn, nó được xuất bản trong mục "Noitamina Novel" trên trang mạng của Noitamina.
Một tiểu thuyết khác đề cập về bốn nhân vật trong phim do Yoshigami Ryō chấp bút được xuất bản vào số tháng 8 tạp chí S-F Magazine của Hayakawa Publishing vào 25 tháng 6 năm 2014, sau này Hayakawa Bunko JA xuất bản dạng in ấn vào tháng 10. Hayakawa Bunko JA cũng phát hành cuốn Psycho Pass Genesis vào cuối năm 2014.

### Trò chơi điện tử
Vào tháng 5 năm 2014, 5pb. phát triển một trò chơi điện tử dựa trên bản phim tên Psycho-Pass: Mandatory Happiness phát hành cho hệ máy Xbox One, PlayStation Vita và PlayStation 4 vào tháng 12 năm 2015. Trò chơi lấy bối cảnh câu chuyện viết bởi Urobuchi, dựa theo sáu tập đầu anime mùa một và một nhóm nhân vật chính đối đầu kẻ thù trên một hòn đảo hẻo lánh. NIS America đã phát hành bản tiếng Anh của Psycho-Pass: Mandatory Happiness cho PlayStation 4, PlayStation Vita và PC thông qua cửa hàng Steam vào 13 tháng 11 năm 2016 Tại Bắc Mỹ vài 16 tháng 9 cùng năm tại Châu Âu.